# Пэн Чэн
Пэн Чэн (кит. упр. 彭程, пиньинь Péng Chéng; родилась 23 апреля 1997, Харбин) — китайская фигуристка, выступающая в парном катании. В паре с Цзинь Яном становилась серебряным призером чемпионата четырёх континентов (2020), серебряным призёром финала Гран-при (2018, 2019), участницей Олимпийских игр (2018) и трёхкратной чемпионкой Китая (2017, 2019, 2020).
Пэн встала на коньки в пять с половиной лет. В 2011 году перешла в парное катание. На протяжении одного сезона выступала с Чжан Тяньцы. Затем каталась с олимпийским призёром Чжан Хао, который был на двенадцать лет старше. Они стали участниками Олимпийских игр (2014), чемпионами Китая и серебряными призёрами чемпионата четырёх континентов. В 2016 году Федерация фигурного катания Китая в уведомительном порядке изменила составы спортивных пар. Новым партнёром Пэн стал Цзинь Ян.
По состоянию на 15 декабря 2021 года Пэн и Цзинь занимали пятое место в рейтинге Международного союза конькобежцев (ИСУ).

## Карьера
Пэн Чэн родилась в Харбине в апреле 1997 года. С юных лет начала заниматься фигурным катанием.

### С 2012 по 2014 годы
В мае 2012 года распалась одна из лучших китайских пар Чжан Дань и Чжан Хао из-за решения Чжан Дань завершить выступления. Тогда тренеры поставили, несмотря на большую разницу в возрасте, к Чжан Хао в пару Пэн Чэн.
Первый сезон не принёс больших результатов, но спортсмены стали представлять КНР во всех соревнованиях сезона. И пусть ведущая пара была Пан Цин и Тун Цзянь на командном чемпионате мира именно они выступали в парном катании.
В олимпийский сезон пара выиграла чемпионат КНР. На зимних Олимпийских играх в Сочи пара представляла свою страну как в командных так и в личных соревнованиях.

### Сезон 2014/2015
В послеолимпийский сезон пара неплохо выступила на американском этапе Гран-при, уже дома Пэн Чэн впервые выиграла этап Гран-при. Спортсмены пробились в финал Гран-при, где провалили короткую программу и хорошо выступив в произвольной (улучшив свои спортивные достижения в ней) не смогли оказаться на пьедестале. Пара в феврале 2015 года на чемпионате четырёх континентов в Сеуле выступила удачно; завоевали серебряные медали. При этом фигуристы улучшили свои спортивные достижения в произвольной программе и сумме. На домашнем чемпионате мира в Шанхае китайские фигуристы вновь улучшили свои достижения в произвольной программе и сумме и оказалась на 4-м месте.

### Сезон 2015/2016
Новый сезон пара начала выступлением на этапе Гран-при Trophée Bompard, однако, после коротких программ, соревнования были отменены из соображений безопасности (в столице Франции произошла серия терактов). На следующем этапе Гран-при в России пара заняла третье место и это позволило им вновь в третий раз подряд выйти в финал Гран-при. В Барселоне фигуристы заняли предпоследнее место. Следующее их появление в сезоне было через четыре месяца. В начале апреля в Бостоне на мировом чемпионате китайская пара сумела пробиться в дюжину лучших парников мира.

### Сезон 2016/2017
Вскоре по окончании чемпионата решением китайской федерации паре были предложены новые партнёры. Пэн Чэн встала в пару с Цзинь Ян, а её бывший партнёр с Юй Сяоюй.
Новый предолимпийский сезон новоиспечённая китайская пара начала на домашнем этапе Гран-при в Пекине, где они заняли на Кубке Китая второе место. В конце ноября они выступали на заключительном этапе Гран-при в Саппоро, где в сложной борьбе уступили первое место, но фигуристка улучшила свои прежние достижения в короткой программы (которую они выиграли). Это позволило им уверенно выйти в финал Гран-при, в Марселе. Во Франции китайские фигуристы завалили произвольную программу и заняли последнее место. В конце декабря в Гирине состоялся чемпионат КНР 2017 года, на нём отсутствовало ряд ведущих китайских фигуристов, пара Пэн Чэн с Цзинь Яном стала чемпионом Китая.
В середине февраля 2017 года китайские фигуристы выступали в Южной Корее на континентальном чемпионате, где финишировали на пятом месте. Через неделю китайские спортсмены приняли участие в Саппоро в VIII зимних Азиатских играх, где уверенно заняли второе место. Через два месяца после этого пара была отправлена на командный чемпионат мира, где они выступили относительно неплохо.

### Олимпийский сезон
В начале октября начали олимпийский сезон китайские фигуристы в Эспоо, на Трофее Финляндии, пара финишировала с золотыми медалями. Через три недели пара выступала в серии Гран-при на канадском этапе, где они финишировали в середине турнирной таблицы. В середине ноября пара выступила на французском этапе Гран-при, где они заняли место в середине таблицы. В конце декабря, в упорной борьбе, на национальном чемпионате они уступили первое место своим бывшим партнёрам.
В январе все китайские спортивные пары снялись с континентального чемпионата. Однако это не принесло лавров в Канныне на Олимпийских играх пару постигла неудача, они не смогли выйти в финальную часть соревнований в Южной Корее. На мировом чемпионате однако пара уверенно вошла в десятку лучших спортивных пар.

## Спортивные достижения

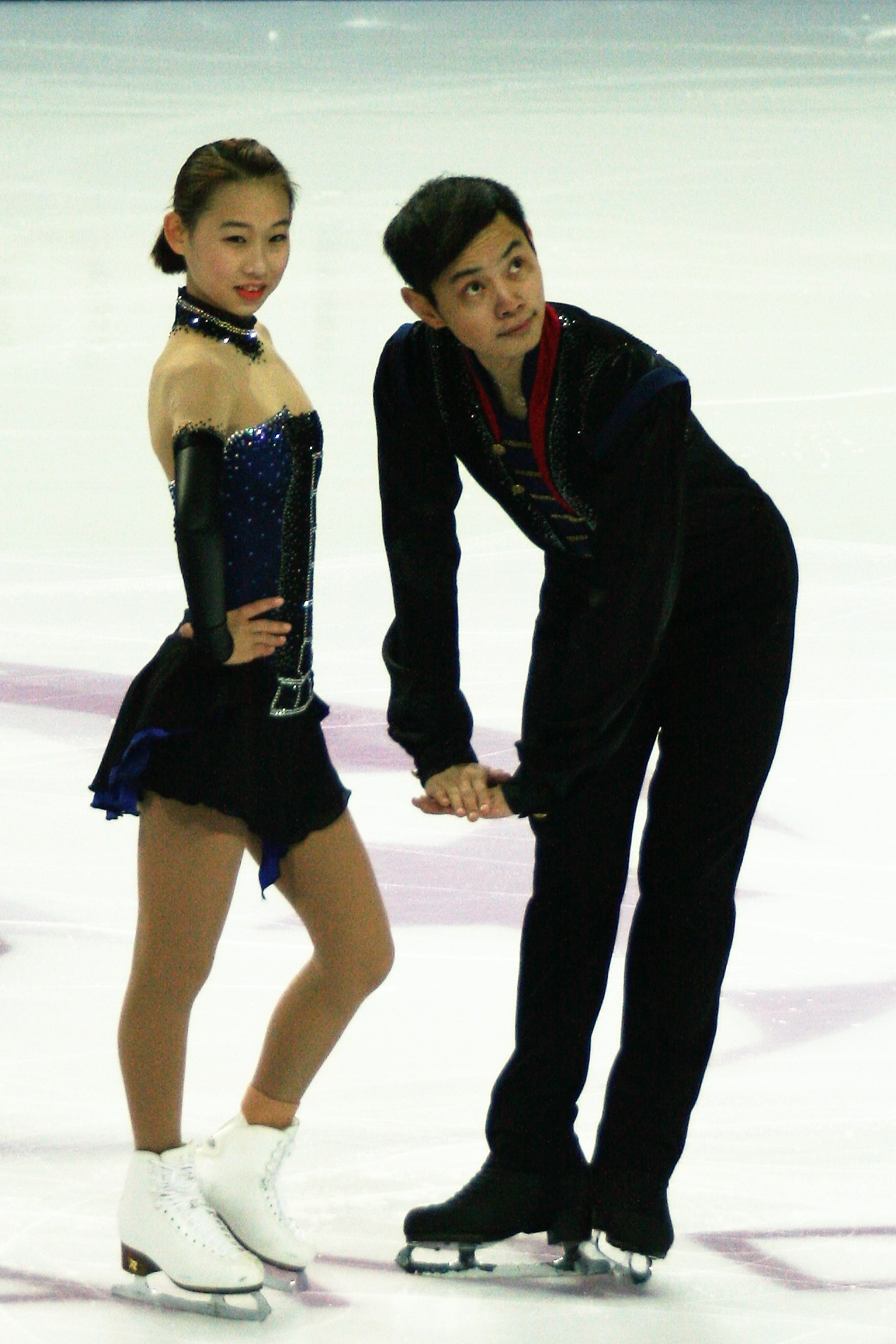
Пэн Чэн с Цзинь Яном на Финале Гран-при в 2016 году

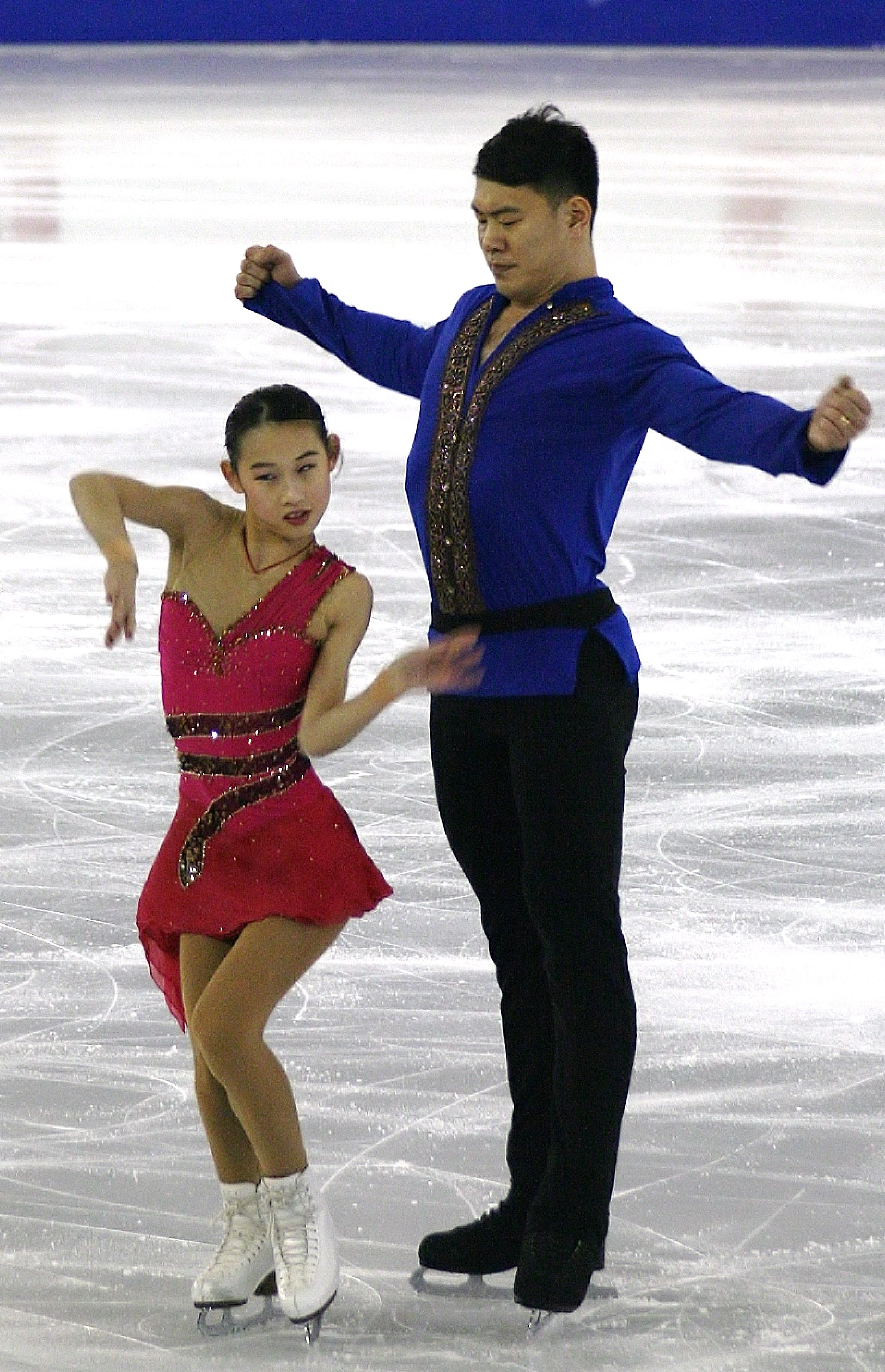
Пэн Чэн с Чжан Хао на Финале Гран-при в 2014 году

(с Ван Лэем)
| Соревнования           | 23/24         |
| Международные          | Международные |
| ---------------------- | ------------- |
| Гран-при. Cup of China | 3             |
| Гран-при. Финляндия    | 4             |
| Shanghai Trophy        | 1             |

(с Цзинь Яном)
| Соревнования                       | 16/17         | 17/18         | 18/19         | 19/20         | 20/21         | 21/22         |
| Международные                      | Международные | Международные | Международные | Международные | Международные | Международные |
| ---------------------------------- | ------------- | ------------- | ------------- | ------------- | ------------- | ------------- |
| Олимпийские игры                   |               | 17            |               |               |               | 5             |
| Чемпионат мира                     |               | 9             | 4             |               | 5             |               |
| Чемпионат четырёх континентов      | 5             | WD            | 3             | 2             |               |               |
| Финал Гран-при                     | 6             |               | 2             | 2             |               |               |
| Гран-при. Cup of China             | 2             |               |               | 2             | 1             |               |
| Гран-при. Skate America            |               |               |               | 1             |               |               |
| Гран-при. NHK Trophy               | 2             |               | 2             |               |               |               |
| Гран-при. Skate Canada             |               | 5             | 2             |               |               |               |
| Гран-при. Internationaux de France |               | 5             |               |               |               | WD            |
| Гран-при. Италия                   |               |               |               |               |               | 2             |
| Челленджер. U.S. Classic           |               |               |               | 3             |               |               |
| Asian Figure Skating Trophy        |               |               | 1             |               |               |               |
| Челленджер. Finlandia Trophy       |               | 1             |               |               |               |               |
| Зимние Азиатские игры              | 2             |               |               |               |               |               |
| Командный чемпионаты мира          | 5             |               |               |               |               |               |
| Национальные                       |               |               |               |               |               |               |
| Чемпионат Китая                    | 1             | 2             | 1             | 1             |               |               |

(с Чжан Хао)
| Соревнования                        | 12/13         | 13/14         | 14/15         | 15/16         |
| Международные                       | Международные | Международные | Международные | Международные |
| ----------------------------------- | ------------- | ------------- | ------------- | ------------- |
| Олимпийские игры — парное катание   |               | 8             |               |               |
| Олимпийские игры — командный турнир |               | 7             |               |               |
| Чемпионат мира                      | 11            | 5             | 4             | 12            |
| Чемпионат четырёх континентов       | 5             |               | 2             |               |
| Финал Гран-при                      |               | 4             | 4             | 6             |
| Гран-при. Rostelecom Cup            |               |               |               | 3             |
| Гран-при. Skate America             |               |               | 3             |               |
| Гран-при. NHK Trophy                |               | 2             |               |               |
| Гран-при. Trophée Eric Bompard      | 4             |               |               | 4             |
| Гран-при. Cup of China              | 5             | 3             | 1             |               |
| Командный чемпионат мира            | 5             |               |               |               |
| Национальные                        |               |               |               |               |
| Чемпионат Китая                     |               | 1             |               |               |